# Aromobates nocturnus
Aromobates nocturnus – gatunek płaza bezogonowego z rodziny Aromobatidae.

## Występowanie
Można go spotkać tylko w miejscu typowym: w pobliżu Agua de Obispo w stanie Trujillo w północno-zachodniej Wenezueli, na wysokości 2250 m n.p.m. (jest to endemit). Zamieszkuje las mglisty – strumienie o zimnej wodzie i ich okolice.

## Status
Jest bardzo rzadki, a jego liczebność prawdopodobnie spada. Być może już wymarł. Pomimo starań udało się go znaleźć tylko raz, gdy został opisany (1991 rok). Największe zagrożenie stanowi dla niego zniszczenie środowiska naturalnego związane głównie z rozwojem rolnictwa i budową dróg.